# Magyar Mihály (könyvkereskedő)
Magyar Mihály (Győr, 1820. szeptember 6. – Pest, 1860. szeptember 15.) könyvkereskedő.

## Élete
Szülővárosában a reál- és rajziskolát kitűnő sikerrel végezte. Sztankovics püspök által önként fölajánlott stipendium mellett a gimnázium I. és II. osztályát folytatva, 1835-ben mint könyvkereskedést tanuló Pozsonyban a felsőbb tudományokat magánúton végezte el. Az 1840-es években Ivanics pesti könyvkereskedő üzletében volt segéd. 1848-tól saját könyvkereskedése volt Pesten.
Cikkei a Pesti Divatlapban (147. II. Könyárusi reform, 1848. A magyar könyvkereskedés és irodalom ügyében I. Irodalmunk már születésénél megholtnak tekinthető, II. Könyvárusaink hazánkban legyenek magyarok); a Kalauzban (1858. II. 5. sz. Toldy-Berzsenyi ügy).

## Munkái
- A mindenkor kész számító. Pest, 1844.
- Magyarország, nemkülönben Erdély, Horvát- és Tótország, Temesi bánság és Szerb vajdaság helynévtára. I. füzet. A-Görzsöny. Uo. 1854.
- Magyar Könyvészet. A honi új irodalom és művészet terjesztésére közli ... Uo. 1855-57. Két évfolyam 11 szám. 1855-1856 1857 (Ism. Kalauz 1857. 1. és köv. sz., Magyar Sajtó 1858. és következő sz.)

Szerkesztette az Irodalmi Hirdetőt 1842-től 1845-ig Pesten; kiadta a Kalauz című szépirodalmi és ismeretterjesztő heti néplapot 1857. júl. 4-től és szerkesztette 1859. jan. 9-től szept. 24-ig, és ennek folytatását A Nép Ujságát, (melynek 1859. okt. 2-tól szintén kiadótulajdonosa volt) decz. 11-től 1860. június végeig Pesten.